# Зерноград
Зерноград (на руски: Зерноград) е град в Русия, административен център на Зерноградски район, Ростовска област. Населението му към 1 януари 2018 година е 24 561 души.